# Olimpiodoro el Viejo
Olimpiodoro el Viejo (en griego: Ὀλυμπιόδωρος) fue un filósofo neoplatónico que enseñó en Alejandría durante el siglo V, que en ese entonces formaba parte del Imperio Bizantino (romano oriental). Es famoso por ser el maestro del filósofo neoplatonista Proclo (412-485), con quien Olimpiodoro quería casar a su hija.
Dio conferencias sobre Aristóteles con un éxito considerable. Debido a la rapidez de su expresión y la dificultad de los temas en que trató fue muy poco comprendido. Cuando concluyeron sus conferencias, Proclo solía repetir los temas tratados en ellos para el beneficio de aquellos alumnos que eran más lentos en captar el significado de su maestro. Olimpiodoro tenía la reputación de ser un hombre elocuente y un pensador profundo. Nada de lo suyo ha llegado hasta nosotros en forma escrita.
Se le llama Olimpiodoro el Viejo en referencias contemporáneas porque había un filósofo neoplatónico posterior (siglo VI) también llamado Olimpiodoro (Olimpiodoro el Joven) que también enseñó en Alejandría.